# Asclepias texana
Asclepias texana là một loài thực vật có hoa trong họ La bố ma. Loài này được A.Heller mô tả khoa học đầu tiên năm 1895.